# قائمة بروتوكولات التوجيه
هذه قائمة لبروتوكولات التوجيه (بالإنجليزية: List of routing protocols)‏ في شبكات البيانات، وبروتوكول التوجيه هو بروتوكول يعمل في شبكة البيانات لتوفير المعلومات الخاصة بطوبولوجيا الشبكة وتحليلها لاختيار أفضل مسار نحو وجهة محددة أو نحو كل الوجهات المُتاحة ثُمّ تقديمها إلى العُقد التي تقوم بعملية التوجيه.
تُصنّف بروتوكولات التوجيه بحسب طبيعة شبكة البيانات التي تعمل فيها إلى بروتوكولات توجيه للشبكات الثابتة وبروتوكولات توجيه للشبكات المتنقلة، وهناك تصانيف فرعية إضافية، تحدد سلوك البروتوكول بناء على نوع رزم البيانات التي يُوجهها أو خوارزميات التوجيه التي يعتمدها أو نطاق عمله وغير ذلك.

## بروتوكولات التوجيه في الشبكات الثابتة

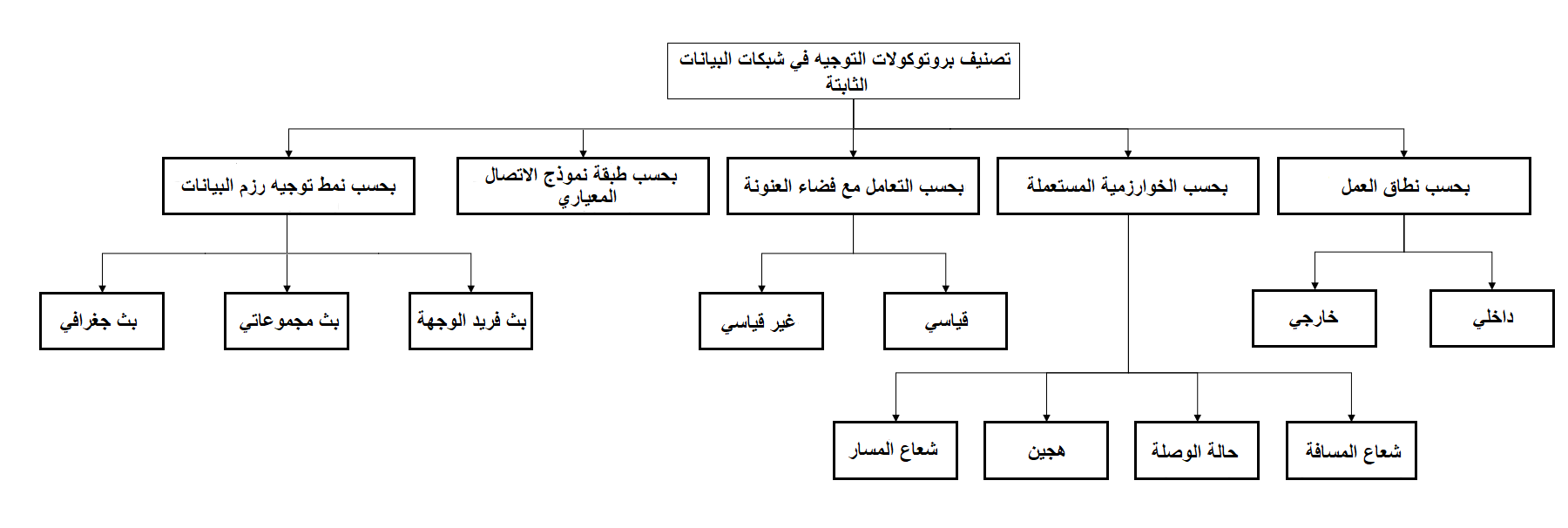
تصنيف بروتوكولات التوجيه في الشبكات الثابتة.

تصنف بروتوكولات التوجيه في الشبكات الثابتة حسب نوع رزم البيانات التي تُوجَّه، إلى بروتوكولات توجيه لرزم البيانات فريدة الوجهة، وبروتوكولات توجيه لرزم بيانات البث المجموعاتي. بدورها، تصنف بروتوكولات توجيه رزم البيانات فريدة الوجهة في الشبكات الثابتة حسب نطاق العمل، إلى داخليّة وخارجيّة أو تصنّف بحسب طريقة العمل، إمّا إلى بروتوكولات توجيه عاملة بخوارزميّة شعاع المسافة أو بروتوكولات توجيه عاملة بخوارزميّة حالة الوصلة أو بروتوكولات التوجيه العاملة بخوارزميّة شعاع المسار أو بروتوكولات التوجيه هجينة، وقد تُصنّف بروتوكولات توجيه رزم البيانات فرديّة الوجهة في الشبكات الثابتة بحسب سلوك البروتوكول مع فضاء العنونة الخاص ببروتوكول الإنترنت (IPv4)، فإمّا أن يُوصف بروتوكول التوجيه بأنه صَنفيٌّ (بالإنجليزية: Classful)‏ أو غير صنفيٍّ (بالإنجليزية: Classless)‏ وأخيراً فقد تُصنف بحسب الطبقة التي يعمل فيها البروتوكول في نموذج الاتصال المعياريّ فقد تعمل بروتوكولات التوجيه في الطبقة الثانية أو الثالثة أو السابعة.
تصنف بروتوكولات توجيه رزم بيانات البث المجموعاتي في الشبكات الثابتة بحسب نطاق العمل إلى داخليّة، أي تعمل ضمن نطاق بث مجموعاتي واحد (بالإنجليزية: Interdomain)‏، أو خارجية، وتسمى أيضاً بين نطاقيّة (بالإنجليزية: Intradomain)‏، وهي التي تعمل بين نطاقين أو أكثر. وتُصنّف أيضاً بحسب طبيعة الطوبولوجيا التي تعمل فيها، إما إلى تلك التي تعمل في طوبولوجيا مُتشابكة، أو تلك التي تُنشئ أشجار متفرعة، وهي الحالة الأعم، وقد تكون الأشجار مبنية بحسب المصدر أو مشتركة أو مركزية النواة.
يُصنف بروتوكول توجيه رزم بيانات البث المجموعاتي بحسب علاقته مع بروتوكولات توجيه رزم البيانات فريدة الوجهة إلى غير مستقل، إذا كان يعتمد على بروتوكول توجيه محدد لرزم البيانات الفردية، أو مستقل بخلاف ذلك.

### بروتوكولات توجيه رزم البيانات فريدة الوجهة
| اسم البروتوكول باللغة العربية                          | اختصار | نطاق العمل | خوارزمية العمل | السلوك مع فضاء العنونة الخاصّ ببروتوكول الإنترنت                                         | طبقة نموذج الاتصال المعياري (OSI) | مرجع   |
| ------------------------------------------------------ | ------ | ---------- | -------------- | --------------------------------------------------------------------------------------- | --------------------------------- | ------ |
| بروتوكول معلومات التوجيه (الإصدار الأول)               | RIBv1  | داخليّ      | شعاع المسافة   | الإصدار الرابع (IPv4)، قياسيّ                                                            | طبقة التطبيق                      | [ 15 ] |
| بروتوكول معلومات التوجيه (الإصدار الثاني)              | RIBv2  | داخليّ      | شعاع المسافة   | الإصدار الرابع، غير قياسيّ                                                               | طبقة التطبيق                      | [ 16 ] |
| بروتوكول معلومات التوجيه (إصدار الجيل التالي)          | RIBng  | داخليّ      | شعاع المسافة   | الإصدار السادس من بروتوكول الإنترنت (IPv6)، لا يخضع لهذا التنصيف                        | طبقة التطبيق                      | [ 17 ] |
| بروتوكول المسار الأقصر (الإصدار الثاني)                | OSPF   | داخليّ      | حالة الوصلة    | الإصدار الرابع، غير قياسيّ                                                               | طبقة الشبكة                       | [ 18 ] |
| بروتوكول المسار الأقصر (الإصدار الثالث)                | OSPFv3 | داخليّ      | حالة الوصلة    | الإصدار السادس، لايخصع لهذا التصنيف                                                     | طبقة الشبكة                       | [ 19 ] |
| بروتوكول الربط بين الأنظمة الوسيطية                    | IS-IS  | داخليّ      | حالة الوصلة    | الإصدار الرابع، غير قياسيّ                                                               | طبقة ربط البيانات                 | [ 20 ] |
| بروتوكول التوجيه الداخلي بين البوابات                  | IGRP   | داخليّ      | شعاع المسافة   | الإصدار الرابع، قياسيّ                                                                   | طبقة الشبكة                       | [ 21 ] |
| بروتوكول التوجيه الداخليّ المُحسّن بين البوابات           | EIGRP  | داخليّ      | هجين           | الإصدارين الرابع والسادس، غير قياسيّ بالنسبة للرابع، لا يخضع لهذا التصنيف بالنسبة للسادس | طبقة الشبكة                       | [ 22 ] |
| بروتوكول البوابة الحدودية (الإصدار الرابع)             | BGP    | خارجيّ      | شعاع المسار    | الإصدار الرابع، غير قياسيّ                                                               | طبقة التطبيق                      | [ 13 ] |
| بروتوكول البوابة الحدوديّة (الإصدار مُتعدد البروتوكولات) | BGP-MP | خارجيّ      | شعاع المسار    | الإصدار السادس، لا يخضع لهذا التصنيف                                                    | طبقة التطبيق                      | [ 17 ] |

### بروتوكولات توجيه رزم البث المجموعاتي
| اسم البروتوكول باللغة العربية                    | اختصار | نطاق العمل | نوع الخوارزمية            | بنية الطوبولوجيا                                            | العلاقة مع بروتوكولات توجيه الرزم فريدة الوجهة    | أخرى                                                                                                  | مرجع                |
| ------------------------------------------------ | ------ | ---------- | ------------------------- | ----------------------------------------------------------- | ------------------------------------------------- | --- | ------------------- |
| بروتوكول توجيه البث المجموعاتي بحسب شعاع المسافة | DVMRP  | داخلي      | شعاع المسافة              | مسطحة، شجرة بحسب المصدر                                     | مستقل                                             | بروتوكول نفقي أيضاً                                                                                    | [ 23 ]              |
| توسيعة البث المجموعاتي لبروتوكول المسار الأقصر   | MOSPF  | داخلي      | حالة الوصلة               | مناطقية، شجرة بحسب المصدر                                   | غير مستقل، مرتبط ببروتوكول المسار الأقصر (OSPF)   | توسيعة لبروتوكول المسار الأقصر                                                                        | [ 24 ] [ 25 ]       |
| البث المجموعاتي المستقل عن بروتوكول التوجيه      | PIM    | داخلي      | بحسب البروتوكول           | بحسب البروتوكول، أشجار بحسب المصدر أو مشتركة أو الاثنين معاً | مستقل                                             | عائلة من البروتوكولات تضم العامل بالنمط المنتاثر (PIM-SM) والكثيف (PIM-DM) وثنائي الاتجاه (BIDIR-PIM) | [ 4 ] [ 26 ] [ 27 ] |
| توسيعة بروتوكول البوابة الحدودية                 | MBGP   | خارجي      | شعاع المسار               | مسطحة، طوبولوجيا متشابكة                                    | غير مستقل، مرتبط ببروتوكول البوابة الحدودية (BGP) | توسيعة لبروتوكول البوابة الحدودية                                                                     | [ 28 ]              |
| بروتوكول اكتشاف مصادر البث المجموعاتي            | MSDP   | خارجي      | التوجيه بعكس المسار (RPF) | مسطحة، طوبولوجيا متشابكة تربط بين أشجار مشاركة وبحسب المصدر | مستقل                                             | - | [ 29 ] [ 30 ]       |

## بروتوكولات التوجيه في الشبكات المتنقلة

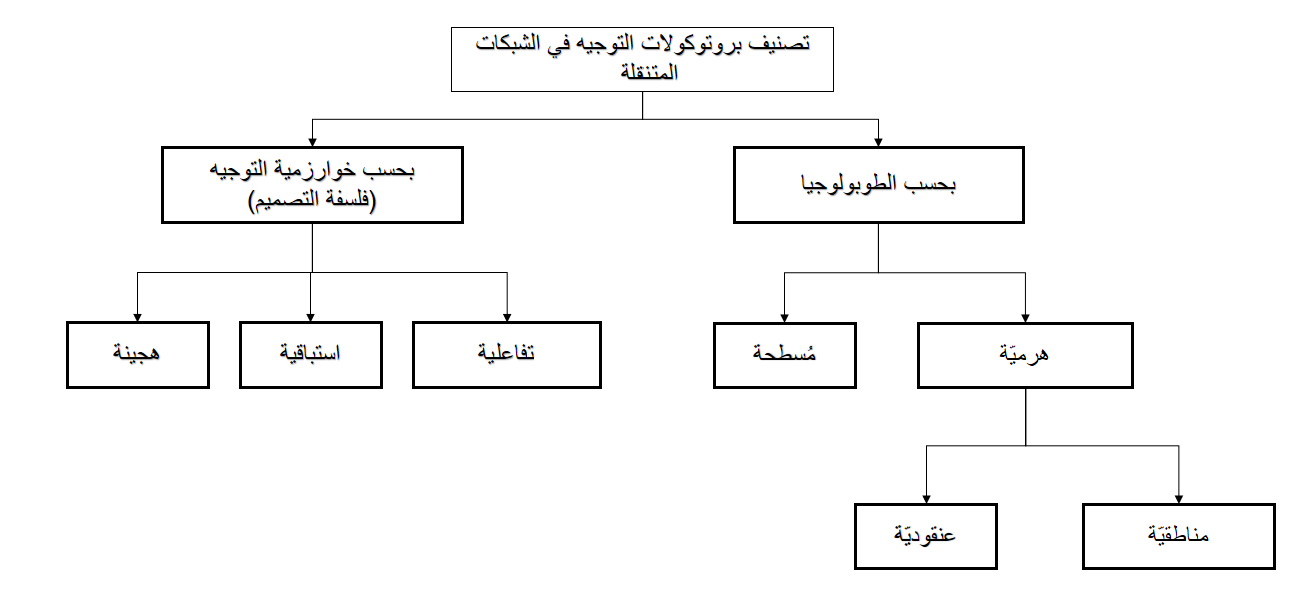
تصنيف بروتوكولات التوجيه في الشبكات المتنقلة.

تصنف بروتوكولات التوجيه في الشبكات المتنقلة إلى بروتوكولات توجيه للرزم فريدة الوجهة، وبروتوكولات توجيه لرزم البث المجموعاتي. تختلف الشبكات المتنقلة عن الشبكات الثابتة بعدم وجود طوبولوجيا ثابتة لها، فبنيتُها مُتغيّرة بطبيعتها ويؤثّر هذا على طريقة وآلية عمل بروتوكولات التوجيه. في البداية، صنّفت بروتوكولات التوجيه في الشبكات المتنقلة إلى تلك التي تُنشئ جداول التوجيه بشكلٍ مُسبق (بالإنجليزية: Table-Driven)‏، وإلى البروتوكولات التي تنشئها عند الطلب تعمل عند الطلب (بالإنجليزية: on-demand)‏، لاحقاً تم توسيع هذا التصنيف ليشمل ثلاث مجموعات، وأصبح تصنيفاً على أساس فلسفة التصميم أي طريقة عمل الخوارزميّة، وسُميت المجموعات التفاعلية (بالإنجليزية: Active)‏ والاستباقيّة (بالإنجليزية: Proactive)‏ والهجينة (بالإنجليزية: Hybrid)‏، أمّا الاستباقيّة فهي التي تُنشئ جدول توجيه بشكل مُسبق، والتفاعلية هي تلك التي تعمل عند الطلب أو عند الحاجة، والهجينة هي التي تسلك السلوكين معاً.
يُمكن أن تُصنّف بروتوكولات التوجيه في الشبكات المتحركة أيضاً بحسب الطريقة التي تقوم فيها بالتعامل طوبولوجيا الشبكة، فهناك بروتوكولات التوجيه التي تتعامل الطولولوحيا المُسطحة، والتي تتعامل مع كامل طوبولوجيا الشبكة دفعة واحدة، أو التي تتعامل مع الشبكة بشكل هرميّ، وهناك مجموعتين في هذا التصنيف فإمّا أن تُقسّم البروتوكولات الشبكةَ إلى عناقيد (بالإنجليزية: Cluster)‏ أو إلى مناطق (بالإنجليزية: Zone)‏.
تصنف بروتوكولات توجيه رزم بيانات البث المجموعاتي في الشبكات المُتنقلة بحسب نطاق العمل إلى داخليّة، أي تعمل ضمن نطاق بث مجموعاتي واحد، أو خارجية، وتسمى أيضاً بين نطاقيّة، وهي التي تعمل بين نطاقين أو أكثر. وتُصنّف أيضاً بحسب طبيعة الطوبولوجيا التي تعمل فيها، إمّا إلى تلك التي تعمل في طوبولوجيا مُتشابكة، أو تلك التي تُنشئ أشجار متفرعة، وهي الحالة الأعمّ، وقد تكون الأشجار مبنية بحسب المصدر أو مُشتركة  أو مركزيّة النواة.
تصنف بروتوكولات توجيه رزم البث المجموعاتي في المتنقلة أيضاً بحسب علاقتها مع بروتوكولات توجيه رزم البيانات فريدة الوجهة، فإما أن تكون مستقلة أو غير مستقلة، وقد تصنف أيضاً بحسب اعتمادها على موقع العقد أو طاقتها أو جودة الخدمة.

### بروتوكولات توجيه رزم البث فريد الوجهة
| اسم البروتوكول باللغة العربية                                       | اختصار | نوع الخوارزمية | بنية الطوبولوجيا | أخرى | مرجع   |
| ------------------------------------------------------------------- | ------ | -------------- | ---------------- | ---- | ------ |
| بروتوكول التوجيه اللاسلكيّ                                           | WRP    | استباقي        | مُسطحة            | -    | [ 37 ] |
| بروتوكول حالة التوجيه العامة                                        | GSR    | استباقي        | مُسطحة            | -    | [ 38 ] |
| بروتوكول أف أس آر                                                   | FSR    | استباقي        | مُسطحة            | -    | [ 39 ] |
| بروتوكول ستار                                                       | STAR   | استباقي        | هرميّة (عنقوديّة)  | -    | [ 40 ] |
| بروتوكول دريم                                                       | DREAM  | استباقي        | مُسطحة            | -    | [ 41 ] |
| بروتوكول توجيه ودعم الوسائط المتعددة في الشبكات المتنقلة اللاسلكية  | MMWN   | استباقي        | هرميّة (عنقوديّة)  | -    | [ 42 ] |
| بروتوكول التوجيف بتبديل بوابة رأس العنقود                           | CGSR   | استباقي        | هرميّة (عنقوديّة)  | -    | [ 43 ] |
| بروتوكول حالة التوجيه الهرميّة                                       | HSR    | استباقي        | هرميّة (عنقوديّة)  | -    | [ 44 ] |
| بروتوكول التوجيه بحالة الوصلة الأمثلية                              | OLSR   | استباقي        | مُسطحة            | -    | [ 45 ] |
| بروتوكول التوجيه بالمسار العكسي بالبث العام للطولولوجيا             | TBRPF  | استباقي        | مُسطحة            | -    | [ 46 ] |
| البروتوكول التوجيه بشعاع المسافة عند الطلب المخصص للشبكات المتنقلة  | AODV   | تفاعلي         | مُسطحة            | -    | [ 47 ] |
| بروتوكول التوجيه الآليّ في المصدر                                    | DSR    | تفاعلي         | مُسطحة            | -    | [ 48 ] |
| بروتوكول التوجيه غير الحلقي مُتعدد المسارات عند الطلب                | ROAM   | تفاعلي         | مُسطحة            | -    | [ 49 ] |
| بروتوكول التوجيه المتنقل صغير الكلفة                                | LMR    | تفاعلي         | مُسطحة            | -    | [ 50 ] |
| بروتوكول التوجيه بخوارزمية الترتيب المؤقت (تورا)                    | TORA   | تفاعلي         | مُسطحة            | -    | [ 51 ] |
| بروتوكول التوجيه الترابطيّ                                           | ABR    | تفاعلي         | مُسطحة            | -    | [ 52 ] |
| بروتوكول التوجيه المتكيف وحيد الاستقرار                             | SSA    | تفاعلي         | مُسطحة            | -    | [ 53 ] |
| بروتوكول التوجيه نسبي المسافة دقيق الاكتشاف الخاص بالشبكات المتنقلة | RDMAR  | تفاعلي         | مُسطحة            | -    | [ 54 ] |
| بروتوكول التوجيه بمساعدة الموقع                                     | LAR    | تفاعلي         | مُسطحة            | -    | [ 55 ] |
| بروتوكول التوجيه بخوازميّة مُستعمرة النمل                             | ARA    | تفاعلي         | مُسطحة            | -    | [ 56 ] |
| بروتوكول التوجيه المُقاد بالتدفق                                     | FORP   | تفاعلي         | مُسطحة            | -    | [ 57 ] |
| بروتوكول التوجيه العنقودي                                           | CBRP   | تفاعلي         | هرميّة (عنقوديّة)  | -    | [ 58 ] |
| بروتوكول التوجيه المناطقي                                           | ZRP    | هجين           | هرميّة (مناطقيّة)  | -    | [ 59 ] |
| بروتوكول التوجيه الهرمي المناطقي بخوازميّة حالة الوصلة               | ZHLS   | هجين           | هرميّة (مناطقيّة)  | -    | [ 60 ] |
| بروتوكول التوجيه بتحديث الموقع القابل للتوسّع                        | SLURP  | هجين           | هرميّة (مناطقيّة)  | -    | [ 61 ] |
| بروتوكول التوجيه بالأشجار المتفرعة الموزعة                          | DST    | هجين           | هرميّة (عنقوديّة)  | -    | [ 62 ] |
| بروتوكول التوجيه بالتوزيع الآليّ                                     | DDR    | هجين           | هرميّة (عنقوديّة)  | -    | [ 63 ] |

### بروتوكولات توجيه رزم البث المجموعاتي
| اسم البروتوكول                                                                                     | اختصار  | نطاق العمل | نوع الخوارزمية | بنية الطوبولوجيا                          | العلاقة مع بروتوكول توجيه الرزم المنفردة                                                  | أخرى                                                                    | مرجع          |
| -------------------------------------------------------------------------------------------------- | ------- | ---------- | -------------- | ----------------------------------------- | ----------------------------------------------------------------------------------------- | ----------------------------------------------------------------------- | ------------- |
| بروتوكول توجيه رزم البث المجموعاتي المخصص للشبكات اللاسلكية باستخدام أرقام المعرفات المتزايدة      | AMRIS   | داخلي      | تفاعلي         | مسطحة، شجرة مشتركة                        | مستقل                                                                                     | -                                                                       | [ 64 ]        |
| بروتوكول توجيه رزم البث المجموعاتي عند الطلب المخصص للشبكات المتحركة باستخدام خوازمية شعاع المسافة | MAODV   | داخلي      | تفاعلي         | مسطحة، شجرة مشتركة                        | غير مستقل، مرتبط ببروتوكول التوجيه عند الطلب بشعاع المسافة الخاص بالشبكات المتحركة (AODV) | -                                                                       | [ 65 ] [ 66 ] |
| بروتوكول توجيه البث المجموعاتي المخصص للشبكات المتحركة                                             | AMRoute | داخلي      | استباقي        | مسطحة، شجرة مشتركة                        | مستقل                                                                                     | -                                                                       | [ 67 ] [ 68 ] |
| بروتوكول الشبكة المتشابكة عديدة النوى                                                              | CAMP    | داخلي      | استباقي        | مسطحة، طوبولوجيا متشابكة                  | مستقل                                                                                     | -                                                                       | [ 69 ]        |
| خوارزمية البث المجموعاتي المُتكيفة الخفيفة                                                          | LAM     | خارجي      | تفاعلي         | مسطحة، شجرة مشتركة                        | غير مستقل، مرتبط ببروتوكول تورا (TORA)                                                    | -                                                                       | [ 70 ]        |
| بروتوكول توجيه البث المجموعاتي عند الطلب                                                           | ODMRP   | داخلي      | تفاعلي         | مسطحة، طوبولوجيا متشابكة                  | مستقل                                                                                     | -                                                                       | [ 71 ] [ 72 ] |
| بروتوكول توجيه البث المجموعاتي المُحسنّ عند الطلب                                                    | E-ODMRP | داخلي      | تفاعلي         | مسطحة، طوبولوجيا متشابكة                  | مستقل                                                                                     | توسيعة لبروتوكول (ODMRP)، حجم ترويسة أقل بحوالي (90)% من الإصدار الأصلي | [ 73 ]        |
| خوارزمية الشجرة الموجهة بالموقع                                                                    | LGT     | داخلي      | تفاعلي         | مسطحة، شجرة بحسب المصدر                   | مستقل                                                                                     | يُدخل موقع العقدة في حساب وزن المسار                                     | [ 74 ]        |
| بروتوكول توجيه البث المجموعاتي بخوازمية الوجهات التفاضلية                                          | DDM     | داخلي      | تفاعلي         | مسطحة، شجرة بحسب المصدر                   | مستقل                                                                                     | -                                                                       | [ 75 ] [ 76 ] |
| بروتوكول توجيه البث المجموعاتي بحسب طبقات جودة الخدمة                                              | HQMRP   | خارجي      | هجين           | مناطقية، شجرة بحسب المصدر                 | مستقل                                                                                     | يُدخل جودة الخدمة بالحسبان، يقدم خدمات إدارة المجموعة                    | [ 77 ]        |
| بروتوكول توجيه البث المجموعاتي على أساس الموقع القابل للتوسع                                       | SPBM    | داخلي      | استباقي        | هرمية، شجرة بحسب المصدر                   | مستقل                                                                                     | يعتمد على الموقع الجغرافي للعقد                                         | [ 78 ]        |
| بروتوكول الشجرة المشتركة للبث المجموعاتي المخصص للشبكات المتحركة                                   | STAMP   | خارجي      | تفاعلي         | مسطحة، شجرة مشتركة                        | مستقل                                                                                     | -                                                                       | [ 79 ]        |
| بروتوكول توجيه البث المجموعاتي مركزي النواة المتكيف                                                | ACMP    | داخلي      | تفاعلي         | مسطحة، شجرة مشتركة مركزية النواة          | مستقل                                                                                     | -                                                                       | [ 80 ]        |
| بروتوكول البث المجموعاتي مع ذو الاستعلام الموحد عن الرزم                                           | CQMP    | داخلي      | تفاعلي         | مسطحة، طوبولوجيا متشابكة                  | مستقل                                                                                     | -                                                                       | [ 81 ]        |
| بروتوكول توجيه البث المجموعاتي الهجين الفعال                                                       | EHMRP   | داخلي      | استباقي        | مسطحة، طوبولوجيا متشابكة                  | مستقل                                                                                     | -                                                                       | [ 82 ]        |
| بروتوكول توجيه البث المجموعاتي الهجين المُقاد بالاستطاعة                                            | PCHMR   | داخلي      | استباقي        | مسطحة، هجين طوبولوحيا متشكابكة وأشجار معاً | مستقل                                                                                     | يدخل البروتوكول الطاقة المستهلكة للإرسال في حساب الوزن                  | [ 83 ]        |
| بروتوكول البث المجموعاتي المتكيف الموثوق                                                           | RAMP    | داخلي      | استباقي        | مسطحة، طوبولوحيا متشكابكة                 | مستقل                                                                                     | -                                                                       | [ 84 ]        |
| بروتوكول البث المجموعاتي باستعمال الأشجار في الشبكات المتحركة                                      | ROMANT  | داخلي      | تفاعلي         | مسطحة، شجرة مشتركة                        | مستقل                                                                                     | توسيعة لبروتوكول (MAODV)، أصبح مُستقل                                    | [ 85 ]        |
| بروتوكول توجيه البث المجموعاتي الهجين متعدد الأشكال الأمثل                                         | OPHMR   | داخلي      | هجين           | مسطحة، طوبولوحيا متشكابكة                 | مستقل                                                                                     | -                                                                       | [ 86 ]        |
| بروتوكول توجيه البث المجموعاتي بمساعدة العملاء المتنقلين                                           | MAMR    | خارجي      | هجين           | مسطحة، هجين طوبولوحيا متشكابكة وأشجار معاً | مستقل                                                                                     | -                                                                       | [ 87 ]        |